# (45261) Decoen
(45261) Decoen est un astéroïde de la ceinture principale.

## Description
(45261) Decoen est un astéroïde de la ceinture principale. Il fut découvert le 2 janvier 2000 à Gnosca par Stefano Sposetti. Il présente une orbite caractérisée par un demi-grand axe de 2,47 UA, une excentricité de 0,19 et une inclinaison de 7,3° par rapport à l'écliptique.

## Compléments